# Airspeed AS.6 Envoy
L'Airspeed AS.6 Envoy est un bimoteur de transport léger extrapolé de l’Airspeed AS.5 Courier. Dessiné par N.S.Norway et A.H.Tiltman, il fut adopté par la RAF sous la désignation Airspeed AS.10 Oxford.
Le prototype [G-ACMT] effectua son premier vol le 26 juin 1934 à Portsmouth City Airport, Hampshire, avec 2 moteurs Wolseley AR.9 en étoile de 200 ch. Cet appareil monoplan à aile basse cantilever conservait la structure en bois entoilée, les panneaux externes de voilure et le train d’atterrissage escamotable relevable vers l’arrière de l’AS.5 Courier. En juin 1934 le prototype fut présenté à Hendon à l’occasion de l’exposition de la Society of British Aerospace. Le premier appareil de série [G-ACVH] prit l’air le 1er juillet 1934 et servit d’appareil de démonstration au constructeur.
En octobre 1936 le Ministry of Defence passa une commande de 136 exemplaires comme avions d’entrainement. Cette version modifiée et militarisée prit la désignation d’AS.10 Oxford.

## Les versions

### AS.6 Envoy
5 appareils à moteurs Wolseley AR.9 de 200 ch.

### AS.6A Envoy
5 appareils à moteurs Armstrong Siddeley Lynx IVC de 240 ch.

### AS.6D Envoy
Remotorisation avec 2 moteurs Wright R-760-E2 Whirlwind 7 (en) de 350 ch.

### AS.6E Envoy
5 appareils à moteurs Walter Castor de 340 ch commandés par la compagnie tchèque CSA en 1937.

### AS.6G Envoy
Remotorisation avec 2 moteurs Wolseley Scorpio I de 250 ch.

### AS.6H Envoy
1 appareil [G-ACVI/VH-UXM, c/n 29] à moteurs Wolseley Aries III de 225 ch. Mis en service sur la route Hamilton-Melbourne en 1937, c’est le second appareil utilisé par la compagnie australienne Ansett Airways. Il restera en service jusqu’en 1949.

### AS.6J Envoy III
27 appareils de transport léger pour 1 pilote et 6 passagers, équipé de 2 moteurs Armstrong Siddeley Cheetah IX de 350 ch.

### AS.6JC Envoy
4 appareils à moteurs Armstrong Siddeley Cheetah IX pour les South African Airways.

### AS.6JM Envoy
3 appareils à moteurs Armstrong Siddeley Cheetah IX pour la South African Air Force, aménagés pour recevoir une tourelle dorsale.

### MitsubishiHina-Zuru
10 exemplaires produits sous licence au Japon.

## Un avion de raid
Le second Envoy de série fut livré à Lord Nuffield pour participer à la MacRobertson Air Race entre la Grande-Bretagne et l’Australie. Accidenté peu avant le départ de l’épreuve, cet appareil ne prit pas part à la course. Un second bimoteur Airspeed était engagé dans l’épreuve, mais cette version modifiée du AS.6 portait la désignation AS.8 Viceroy. Il abandonna la course à Athènes. Un AS.6A [G-ACYJ, c/n 31] fut acheté par le fameux aviateur australien Charles Ulm, avec l’intention de créer la Great Pacific Airways. Ré-immatriculé [VH-UXY] et baptisé Stella Australis, le bimoteur quitta Oakland, CA. le 3 décembre 1934 pour explorer une route aérienne trans-pacifique. Se trouvaient à bord Charles Ulm, son copilote George Littlejohn et un radio-navigateur, Leon Skilling. Alors qu’ils auraient dû approcher de Hawaï les trois hommes signalèrent par radio qu’ils ne voyaient aucune terre et que, faute de carburant, ils se posaient en mer. On ne devait jamais les retrouver.

## Utilisateurs civils
Les compagnies aériennes du Commonwealth furent les premières clientes : Ansett Airlines, en Australie, acheta 2 appareils, suivie par North Eastern Airways. South African Airways prit livraison de 4 AS-6JC qui entrèrent en service le 12 octobre 1936 sur la ligne Johannesbourg - Bloemfontein - Port Elizabeth. Ces appareils, achetés en même temps que 3 AS.6JM pour la SAAF, avaient la particularité de pouvoir être transformés en 4 heures et par 4 personnes en bombardier léger ou avion de reconnaissance quadriplace (2 pilotes, un radio et 1 mitrailleur). Ils répondaient à la Spécification 39/35 émise par le gouvernement Sud Africain.
En France Air Pyrénées acheta en 1937 six AS.6J [F-APPQ, c/n 69; F-AQAA, c/n 70; F-AQAB, c/n 71; F-AQCR, c/n 72 ; F-AQCS, c/n 73 F-AQCT, c/n 74] pour assurer la ligne Biarritz-Bilbao. Deux appareils furent abattus par les chasseurs nationalistes, dont le [F-APPQ] victime d’un He-51 le 23 mai 1937. Air Pyrénées fut alors dissoute et les avions restant transférés à la compagnie espagnole LAPE. La compagnie nationale tchèque CSA acheta des AS.5E à moteur Walter Castor et 6 Envoy furent livrés en 1935 au Japon et utilisés par Japanese Air Transportation Company et Manchurian Air Transport sur les lignes reliant le Japon à la Mandchourie.

## Utilisateurs militaires
- Afrique du Sud : La SAAF, qui avait reçu 3 AS.6JM équipés d’une tourelle dorsale, réquisitionna en 1939 les 4 AS.6JC des SAA pour former l’Air Survey Flight qui effectua des reconnaissances sur l’Éthiopie et la Somalie en 1940.
- Allemagne : Durant la Seconde Guerre mondiale les troupes allemandes capturèrent quelques exemplaires, dont les appareils tchèques, qui furent utilisés par la Luftwaffe comme avions d’entrainement. Un appareil fut cédé à la Finlande, un autre échoua dans les forces slovaques.
- Chine :
- Espagne : Au moins 11 Envoy ont participé à la Guerre d'Espagne, dont les 4 derniers avions d’Air Pyrénées, transférés à la compagnie LAPE via la SFTA. 4 Envoy finirent dans les rangs de l’aviation nationaliste, dont le [41-1], ex [G-ADBB] qui fut l’avion personnel de Général Mola.
- Finlande : Un AS.6E (ex OK-BAL) fut cédé le 22 janvier 1942 à la Finlande par la Luftwaffe, dont les chasseurs avaient abattus accidentellement un de Havilland Dragon Rapide. Il fut utilisé par la T-LeLv 17 en 1942/43 avec le code {EV-1]
- Grande-Bretagne : Le King’s Flight (Escadrille Royale) fut constitué à Hendon le 21 juillet 1936 avec un de Havilland Dragon Rapide. L’Airspeed AS.6 Envoy ayant une solide réputation de stabilité et une vitesse d’atterrissage de 95 km/h grâce à ses volets, ce qui permettait d’atterrir sur une distance courte, la Spécification 6/37 fut établie pour permettre l’achat d’un AS.6J Envoy III [G-AEXX], qui devint en mai 1937 l’avion personnel de Sa Majesté. À la déclaration de guerre le King’s Flight fut dissous et cet appareil versé à la RAF. 5 autres exemplaires furent achetés par l’Air Ministry (Spec 24/38) comme avions de liaison et livrés en mars 1939. Deux autres furent achetés par la RAF en août 1938 pour des missions similaires en Inde et utilisés jusqu’en 1942. Enfin 3 appareils d’origine civile furent réquisitionnés. 1 Envoy [P5529] fut transféré en 1941 par la RAF à la Fleet Air Arm et affecté au 781 Communication Sqdn de Lee-on-Solent.
- Japon : Mitsubishi Shoji Kaisha à Nagoya acheta une licence de production pour 10 bimoteurs, baptisés Hina-Zura et vraisemblablement utilisés par la Marine impériale japonaise.